# (2437) Amnestia
Amnestia és l'asteroide número 2437. Va ser descobert per l'astrònom M. Vaisala des de l'observatori de Turku (Finlàndia), el 14 de setembre de 1942. La seva designació alternativa és 1942 RZ.
1. ↑  Afirmat a: Minor Planet Center Database.
2. 1 2 3 4 5  «JPL Small-Body Database». [Consulta: 1r novembre 2023].
3. 1 2 3 4 5 6 7 8  «JPL Small-Body Database». [Consulta: 29 novembre 2024].
4. 1 2 3 4 5  URL de la referència: https://www.minorplanetcenter.net/db_search/show_object?object_id=2437.
5. ↑  «JPL Small-Body Database». [Consulta: 3 novembre 2024].